# Metisotoma spiniseta
Metisotoma spiniseta är en urinsektsart som beskrevs av David J. Maynard 1951. Metisotoma spiniseta ingår i släktet Metisotoma och familjen Isotomidae. Inga underarter finns listade i Catalogue of Life.